# Royal Match
Royal Match — це безкоштовна мобільна гра жанру "три в ряд", запущена 25 лютого 2021 року. Проходячи рівні, гравці допомагають королю відреставрувати його замок. Гра створена на ігровому рушії Unity і доступна для завантаження на iOS через App Store, Android (Google Play, Amazon Appstore, Galaxy Store). Станом на липень 2023 року Royal Match стала найприбутковішою мобільною грою в світі, з щорічними витратами користувачів 2 мільярди доларів. Зараз налічується близько 55 мільйонів активних гравців щомісяця. 

## Геймплей

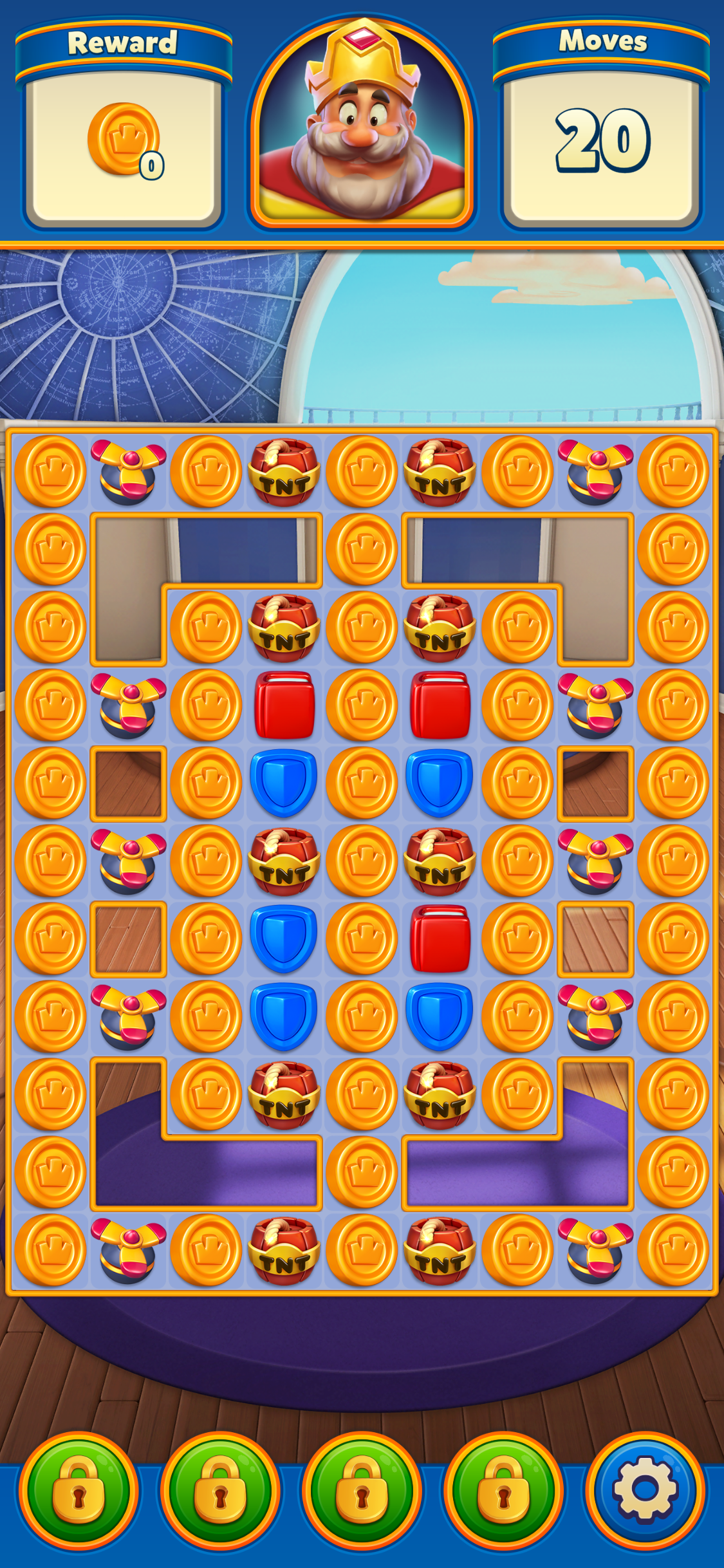
Рівень 1300, бонусний рівень

Гра розповідає про те, як король Роберт відновлює свій замок. За жанром вона схожа на Homescapes і Gardenscapes: New Acres. Це гра-три-в-ряд, де гравець проходить рівні, поєднуючи три (або більше) об'єкти одного типу в ряд. Також можуть бути розміщені інші предмети, які гравець повинен прибрати з ігрового поля, наприклад, вази та яйця. Гравець повинен пройти рівень за певну кількість ходів. У разі невдачі гравець втрачає одне зі своїх п'яти життів, які з часом відновлюються. Гравці, які стикаються з труднощами, можуть використовувати бустери, щоб допомогти собі. Вибрані бустери випадковим чином розміщуються перед початком рівня (до них належать ракети, вибухівка та диско-кулі). Гравцям також доступні інші бустери, які можна викристовувати під час проходження рівня (до них належать Королівський молот, Стріли, Гармати та Капелюх Блазня).  Станом на березень 2024 року існує понад 8000 рівнів, нові додаються кожні два тижні. 
Окрім основного режиму проходження рівнів, Royal Match також пропонує додаткові режими: турніри, виклики та квести, які не є обов'язковими для прогресу. Гра має систему союзів, де учасники можуть об'єднуватися, щоб отримувати спільні нагороди. Гра доступна в режимі офлайн. 

## Розробка та випуск
Royal Match був доступний лише для користувачів в Канаді, Туреччині та Великобританії під час закритого тестування для iOS та Android у липні 2020 року. Під час закритого тестування гру завантажили близько 1 мільйона разів, а щоденна активність сягала близько 200 000 гравців. Вже в середині 2021 року Royal Match увійшла до 20-ки найприбутковіших мобільних ігор у США, Великобританії та Німеччині, залучивши понад 6 мільйонів користувачів. Станом на серпень 2021 року Royal Match завантажили 16 мільйонів разів, з найбільшою популярністю в США (28%). Далі йдуть Великобританія (7,7%) та Німеччина (7%). Незважаючи на безкоштовну модель монетизації, Royal Match згенерував 102 мільйони доларів доходу за перші шість місяців роботи. 67 мільйонів доларів з цієї суми припали на США. 
Dream Games, розробник та видавець мобільних ігор, отримав 57,5 мільйона доларів інвестицій у свою гру, що робить його найбільшим раундом серії A серед турецьких стартапів. Інвестиції здійснили Index Ventures, а також Balderton Capital і Makers Fund. У січні 2023 року Dream Games випустив свою першу телевізійну рекламу, створену британським рекламним агентством House 337. Royal Match також співпрацював із відомим музичним продюсером Саймоном Коуелом, щоб випустити рекламу з його участю. До інших знаменитостей, які знялися в рекламних кампаніях Royal Match, належать Аманда Холден, Райлан Кларк, Оллі Мерс, Стейсі Соломон, Дермот О'Лірі та Тесс Дейлі. 

## Відгуки
Лаура Таранто з блогу Destructor of Fun порівняла Royal Match з Toon Blast і Homescapes, сказавши, що гра має «швидкість, плавність і кольори Toon Blast ... з різноманітністю рівнів, бустерами та активацією дотиком як у Homescapes». Вона стверджує, що бустери ефективніші, ніж ті, які представлені в іграх, розроблених Playrix і King. 
Ерін Бреретон з Common Sense Media дала грі 3/5 зірок, оцінюючи її придатність для дітей, зазначивши, що головоломки цікаві, але надмірні покупки в програмі псують враження.
Блог Old Cynic оцінив гру на 4/5 зірок за її складність і глибину, хоча в ній "відсутній той довгостроковий стратегічний елемент, який допомагає тримати вас у замку". Агрегатор оглядів Explore Opinions сказав, що гра має захоплюючий геймплей, привабливе візуальне оформлення та безліч рівнів, хоча в ній були різкі перепади складності, обмежені можливості налаштування та наявність платних рівнів.

## Просування
Онлайн-реклама мобільної гри Royal Match зазнала критики за оманливість. У рекламі показують, як гравець намагається (але йому це не вдається) очистити плитки, щоб врятувати короля від небезпечної ситуації. Проте, насправді геймплей полягає в проходженні рівнів для оздоблення замку. Хоча іноді трапляються рівні "Кошмар короля", де король опиняється під загрозою, якщо не очистити певну кількість плиток. 